# Jörg Bente
Jörg Bente (* 1958 in Wittingen, Kreis Gifhorn) ist ein deutscher Orgelbaumeister in Helsinghausen im Landkreis Schaumburg.

## Leben
Bente verbrachte seine ersten Lebens- und Schuljahre in Wittingen. 1967 zog er nach Berlin und besuchte dort nach der Grundschule das altsprachliche Goethe-Gymnasium in Berlin-Wilmersdorf. Im Alter von acht Jahren erhielt er Klavierunterricht, später zusätzlich Orgel- und Trompetenunterricht. Nach dem Abitur 1977 begann er 1978 die Ausbildung zum Orgel- und Harmoniumbauer in der Werkstatt Karl Lötzerich in Ippinghausen. Während seiner Ausbildungszeit widmete er sich weiter dem Orgelspiel. Mit dem Abschluss der verkürzten Lehre wurde er 1981 Kammer- und hessischer Landessieger beim Leistungswettbewerb der Praktischen Handwerksjugend.
Seine Wanderjahre führten ihn zunächst zur Orgelbauwerkstatt Förster & Nicolaus in Lich. Im Anschluss daran arbeitete er einige Jahre in der Orgelbauwerkstatt Dieter Noeske in Rotenburg/Fulda. Während seiner Tätigkeit in Rotenburg besuchte er die Meisterschule in Ludwigsburg und legte dort 1986 die Meisterprüfung als Jahrgangsbester ab. Von 1990 an war er in Hannover in der Werkstatt Emil Hammer Orgelbau tätig und machte sich 1993 in Helsinghausen als Orgelbauer selbständig.
Neben allen Arbeiten an Pfeifenorgeln zählen auch Restaurierungen von Harmonien (Druck- und Saugwind) zu seinem Tätigkeitsbereich.
Wichtige Impulse für sein Hören und seine klangliche Arbeit erhielt Jörg Bente durch das Mitwirken in der Jungen Kantorei unter Wilhelm Pommerien. Jörg Bente ist auch heute noch nebenberuflich als Organist tätig.
Darüber hinaus nimmt er  einen Lehrauftrag an der Hochschule für Musik, Theater und Medien Hannover (HMTMH) für das Fach Orgelkunde wahr.

## Werkliste (Auswahl)
Er wurde bekannt durch Neubauten sowie durch Restaurierungen insbesondere von Instrumenten der Werkstätten Engelhardt, Furtwängler und Meyer. Im Folgenden eine kleine Auswahl:
| Jahr | Ort                        | Gebäude                                                                   | Bild | Manuale | Register | Bemerkungen                                                                                     |
| ---- | -------------------------- | ------------------------------------------------------------------------- | ---- | ------- | -------- | ----------------------------------------------------------------------------------------------- |
| 1986 | Kassel                     | Ev. Stiftsheim                                                            |      | I       | 5        | Meisterstück                                                                                    |
| 1995 | Benthe                     | Ev.-luth. Kapelle                                                         |      | II/P    | 8        | Neubau                                                                                          |
| 1996 | Bielefeld                  | Ev.-luth. Trinitatis-Kirche                                               |      | II/P    | 12       | Neubau                                                                                          |
| 2003 | Niedernstöcken             | Ev.-luth. St. Gorgonius-Kirche                                            |      | II/P    | 20       | Restaurierung der Orgel von Furtwängler & Hammer (1912)                                         |
| 2004 | Gehrden                    | Ev.-luth. Margarethenkirche                                               |      | II/P    | 24       | Neubau unter Verwendung von altem Pfeifenmaterial aus der Vorgängerorgel → Orgel                |
| 2005 | Estorf                     | Ev.-luth. Kirche Estorf                                                   |      | I/P     | 11       | Restaurierung der Orgel von Ernst Wilhelm Meyer (1839)                                          |
| 2006 | Wettmar                    | Ev.-luth. St.-Marcus-Kirche                                               |      | II/P    | 14       | Restaurierung der Orgel von Johann Andreas Engelhardt (1856)                                    |
| 2006 | Landesbergen               | Ev.-luth. Kirche Landesbergen                                             |      | II/P    | 18       | Neubau unter Einbeziehung von 6 Registern der Vorgängerorgel von Hillebrand (1974)              |
| 2007 | Hannover                   | Ev.-luth. Marktkirche                                                     |      | I       | 7/p      | Restaurierung der italienischen Orgel von Cimino (1780)                                         |
| 2008 | Geismar (Göttingen)        | Ev.-luth. St.-Martins-Kirche                                              |      | II/P    | 23       | Restaurierung der Orgel von Ph. Furtwängler (1861)                                              |
| 2009 | Gerdau                     | Ev.-luth. St.-Michaelis-Kirche                                            |      | II/P    | 15       | Restaurierung der Orgel von Ph. Furtwängler (1874)                                              |
| 2010 | Intschede                  | Ev.-luth. St.-Michaelis-Kirche                                            |      | II/P    | 16       | Restaurierung der Orgel von Eduard Meyer und C.W. Meyer (1850)                                  |
| 2011 | Mandelsloh                 | Ev.-luth. St.-Osdag-Kirche                                                |      | II/P    | 21       | Restaurierung der Orgel von Ph. Furtwängler & Söhne (1878)                                      |
| 2011 | Dudensen                   | Ev.-luth. St.-Ursula-Kirche                                               |      | I       | 9        | Restaurierung der Orgel von Johann Andreas Zuberbier (1754); drei Register rekonstruiert        |
| 2014 | Regensburg                 | Hochschule für Katholische Kirchenmusik und Musikpädagogik Regensburg     |      | I       | 7        | Restaurierung der Orgel von Pilotti (1750)                                                      |
| 2015 | Alfeld (Leine)             | Ev.-luth. St. Nicolai-Kirche                                              |      | III/P   | 43       | Restaurierung der Orgel von Heinrich Schaper (1863)                                             |
| 2016 | Osnabrück                  | Universität Osnabrück – Institut für Musikwissenschaft und Musikpädagogik |      | I       | 5        | Neubau einer Truhenorgel „organo di legno“                                                      |
| 2017 | Walkenried                 | Kloster Walkenried – Kapitelsaal                                          |      | II/P    | 29       | Neubau einer Orgel mit 1.714 Orgelpfeifen                                                       |
| 2017 | Lerbach (Osterode am Harz) | Ev.-luth. Kirche Lerbach                                                  |      | II/P    | 20       | Restaurierung der Orgel von Johann Andreas Engelhardt (1830) / Gustav Carl Engelhardt (1863/64) |
| 2018 | Ratzeburg                  | Ratzeburger Dom (Paradies-Orgel)                                          |      | II/P    | 12       | Umbau und Neuintonation der Paradies-Orgel von Klaus Becker (1985)                              |
| 2019 | Garbsen                    | Ev.-luth. Willehadi-Kirche                                                |      | II/P    | 23       | Neubau der Kirchenorgel                                                                         |
| 2022 | Wendthagen-Ehlen           | Ev.-luth. Rogate-Kirche                                                   |      | I/P     | 6        | Neubau der Kirchenorgel                                                                         |